# Floater
Floater es una banda estadounidense de rock formada en Eugene, Oregón, Estados Unidos, y que actualmente tiene su base en Portland, Oregón. El grupo se caracteriza por sus cuidadamente preparados álbumes conceptuales y por su pequeña aunque leal base de fanes.
La banda se formó en 1993 por el bajista y cantante Robert Wynia y el batería Peter Cornett, quienes reclutaron al guitarrista Dave Amador para grabar un demo de seis canciones. El sello Elemental Records pronto se interesó por los servicios de la banda, compañía en la que han editado hasta la fecha todos los discos de la banda, nueve en total, de los cuales siete son discos de estudio y dos son discos en directo. Además de su carrera con Floater, Wynia y Amador fundaron su propio proyecto, llamado Drumattica, mientras que Cornett fundó Riverboat.
El tema Godgun del álbum debut de la banda, Sink, apareció en el recopilatorio de post-grunge titulado Northwest Post-grunge, en 1994.

## Discografía
- Sink (1994)
- Glyph (1995)
- Angels in the Flesh and Devils in the Bone (1998)
- The Great Release (Directo) (1999)
- Burning Sosobra (2000)
- Live at the Aladdin (2001)
- Alter (2002)
- Acoustics (2004)
- Stone by Stone (2006)

## Miembros
- Robert Wynia - Voz y bajo
- Dave Amador - Guitarra
- Peter Cornett - Batería